# NOTHING
「NOTHING」（ナッシング）は、日本の ロックバンドであるザ・スターリンの4枚目のシングル。1983年4月25日に 徳間ジャパンのクライマックスレコードから発売された。

## 解説
アルバム『虫』（1982年）と同時発売されたシングル。
表題曲はレコーディングに入ったものの、歌詞が決まらないためにその事自体を歌ったものとなっている。
後のライブでは表題曲はあまり演奏されず、B面曲の「水銀」の方が多く演奏されている。
なお、この曲がザ・スターリンとして発売された最後のシングルとなった。

## リリース履歴
| No. | 日付           | レーベル                             | 規格       | 規格品番 | 最高順位 | 備考           |
| --- | -------------- | ------------------------------------ | ---------- | -------- | -------- | -------------- |
| 1   | 1983年4月25日  | 徳間ジャパン／クライマックスレコード | EP         | CMA-2043 | -        |                |
| 2   | 1997年10月25日 | 徳間ジャパン／WAX                    | 12センチCD | WAX-20   | -        | デジパック仕様 |

## 収録曲
全曲、作詞・作曲・編曲：THE STALIN
1. 「NOTHING」
2. 「水銀」

## 参加ミュージシャン
- ミチロウ - ボーカル
- タム - ギター
- 杉山シンタロウ - ベース
- 中村貞裕（from じゃがたら） - ドラムス

## 収録アルバム
- 「NOTHING」
  - 『虫』（1983年）
  - 『Best sellection』（1986年）
  - 『THE STALIN BEST』（2003年）
  - 『絶望大快楽 LIVE at 後楽園ホール'83』（2005年）
- 「水銀」
  - 『虫』（1983年）
  - 『FOR NEVER』（1985年）
  - 『BESTESTS!』（1987年）
  - 『行方不明 〜LIVE TO BE STALIN〜』（1991年）
  - 『絶望大快楽 LIVE at 後楽園ホール'83』（2005年）
  - 『飢餓々々帰郷』（2007年）

## カバー作品
- 「水銀」
  - BRAWLS - 『365:A TRIBUTE TO THE STALIN』（2001年）